# 청춘다희
청춘다희는 대한민국의 가수다. 2016년 싱글 《작은별》로 데뷔했다.

## 방송
- 제27회 CBS 크리스천 뮤직 페스티벌 (2016) - 프로듀서상

## 음반
- 작은별 (2016)
- 제27회 CBS 크리스천뮤직페스티벌 (2017)